# Trachelas transversus
Trachelas transversus là một loài nhện trong họ Trachelidae.
Loài này thuộc chi Trachelas. Trachelas transversus được Frederick Octavius Pickard-Cambridge miêu tả năm 1899.